# Manuel Oliver Miret
Manuel Oliver i Miret (1917-2014) era un empresari i escriptor català. El 1914 el seu pare, originari de Màlaga, arribat a Barcelona va crear l'empresa Oliver, dedicada a l'elaboració de figures de pessebre i elements nadalencs que exporta arreu del món, que ell va continuar, fins que el seu fill Manel va prendre el relleu.

## Obres
- El festiu i juganer cremallera de Montserrat com jo l'he viscut.  Lleida: Arts Gràfiques Bobalà, 2007, p. 27. ISBN  9788496779297.
- El carrer d'Olzinelles: memòries d'un veí.  Montflorit, 2001, p. 128. ISBN 9788495705013.
- Manuel Oliver Norro (Màlaga, 1888 - Barcelona, 1973) : una vida fructífera entre dos segles.  Tremp: Garsineu, 2008. ISBN 978-84-96779-03-7.
- Trapelleries d'infantesa i il·lusions juvenils a l'entorn del Centre Catòlic de Sants, 2003, p. 65. ISBN 9788496779099.
- Set anys de "mili", Memories, 2003, p. 127. ISBN 978-84-95194-62-6.
- amb  Barril, Joan (dibuixos). Artesania Catalana.  Tremp: Garsineu Edicions, 2004. ISBN 8495194708.